# Дом Нила Доу
Дом Нила Доу (англ. Neal Dow House) — дом-музей и Национальный исторический памятник США (с 1974 года).
Расположен в городе Портленд, штат Мэн, США.
Дом был построен в 1829 году для мэра города Портленд и известного политика прогибиционистской партии (англ. Prohibition Party) Нила Доу, который был кандидатом в президенты США от данной партии на выборах 1880 года.